# Blake Edwards
Blake Edwards (Tulsa, 26 juli 1922 – Santa Monica, 15 december 2010) was een Amerikaans filmregisseur en scenarist, die het meest bekend is geworden door The Pink Panther-reeks en andere komedies.
Edwards' stiefvader was Jack McEdwards, een theaterregisseur en -producent. Diens vader was J. Gordon Edwards, regisseur van enkele stomme films. Blake Edwards is twee keer getrouwd geweest. Met Patricia Walker was hij getrouwd van 1953 tot 1967. Ze kregen twee kinderen, actrice Jennifer Edwards en scenarist Geoffrey Edwards. Op 12 november 1969 trouwde Edwards met actrice Julie Andrews. Ze hebben twee kinderen uit Vietnam geadopteerd, Amy en Joanna Edwards.
Op 15 december 2010 overleed Edwards aan complicaties van een longontsteking in het Saint John's Health Center in Santa Monica, Californië.

## Carrière
Blake Edwards begon zijn carrière als acteur. In 1942 had hij zijn eerste filmrol in Ten Gentlemen from West Point. Na wat kleinere rolletjes schreef hij in 1948 zijn eerste scenario voor de western Panhandle. Voor Dick Powell schreef hij het scenario voor de succesvolle radio-detectiveserie Richard Diamond. In de jaren vijftig schreef hij de scenario's voor enkele films van de regisseur Richard Quine, waaronder Sound Off (1952) en Rainbow 'Round My Shoulder (1953). In 1955 kreeg hij voor het eerst de kans om zelf te regisseren met Bring Your Smile Along, een muzikale komedie die veel doet denken aan het werk van Quine.
Groot succes kwam in 1958 met de televisie-detectiveserie Peter Gunn, die Edwards regisseerde, produceerde en waar hij een enkele keer een aflevering voor schreef. De serie betekende een eerste samenwerking met componist Henry Mancini, die de herkenbare muziek voor de televisieserie componeerde. Peter Gunn werd een jaar later opgevolgd door Mr. Lucky.
Datzelfde jaar regisseerde Edwards ook de film Operation Petticoat, met Cary Grant en Tony Curtis in de hoofdrollen. De komedie over een roze onderzeeboot was een van zijn eerste commercieel succesvolle films. Andere succesvolle films volgden, waaronder de klassieker Breakfast at Tiffany's (1961), met Audrey Hepburn en George Peppard in de hoofdrollen, en het drama Days of Wine and Roses (1962), met Jack Lemmon in de hoofdrol als alcoholist. In 1965 maakte hij de slapstick The Great Race, opgedragen aan "Mr. Laurel en Mr. Hardy".
In 1963 creëerde hij een van de bekendste filmpersonages, (Chief) Inspector Clouseau, de stuntelende detective met het Franse accent. Het personage werd in eerste instantie gestalte gegeven door Peter Sellers in twee films: The Pink Panther (1963) en A Shot in the Dark (1964). Clouseau was een enorm succes. Nadat een conflict tussen Sellers en Edwards was bijgelegd zou Edwards nog vier Pink Pantherfilms regisseren met Sellers in de hoofdrol: The Return of the Pink Panther (1974), The Pink Panther Strikes Again (1976), Revenge of the Pink Panther (1978) en Trail of the Pink Panther (1982). In Inspector Clouseau uit 1968, ook van Edwards, speelde niet Sellers, maar Alan Arkin de titelrol. Ook maakte Edwards met Sellers de komedie The Party uit 1968. Na de dood van Sellers in 1980 regisseerde Edwards nog twee Pink Panther-films zonder Sellers (Trail of the Pink Panther, de eerste film die werd uitgebracht na de dood van Sellers, bevatte archiefmateriaal van Sellers), echter zonder groot succes.
In 1970 kwam er een tijdelijke einde aan de successen met Darling Lili. De film, met Edwards' vrouw Julie Andrews in de hoofdrol, was een musical over de Eerste Wereldoorlog met Andrews als een Duitse spion, en bleek een behoorlijke flop te zijn. Edwards weet het floppen van de film aan bemoeienissen van de studio Paramount Pictures. Ook zijn volgende films zouden floppen. Vanaf 1974 herwon hij het publiek alsnog met de vervolgen op de Pink Panther-reeks.
Begin jaren tachtig maakte hij enkele zeer goed ontvangen films, 10 (1979) met Dudley Moore, de satire S.O.B. (1981) en de komedie Victor/Victoria (1982), beide met Julie Andrews in de hoofdrol. De rest van de jaren tachtig en negentig maakte hij echter mindere films, als Blind Date (1987) en Switch (1991).
In 2004 ontving Edwards de Academy Honorary Award voor zijn bijdragen aan de film. Hij overleed op 88-jarige leeftijd aan complicaties bij een longontsteking.

## Filmografie (als regisseur)
- "Four Star Playhouse" (televisieprogramma, 1954)
- Bring Your Smile Along (1955)
- He Laughed Last (1956)
- Mister Cory (1957)
- This Happy Feeling (1958)
- "Peter Gunn" (televisieserie, 1958)
- The Perfect Furlough (1959)
- "Mr. Lucky" (televisieserie, 1959)
- Operation Petticoat (1959)
- High Time (1960)
- Breakfast at Tiffany's (1961)
- Experiment in Terror (1962)
- Days of Wine and Roses (1962)
- The Pink Panther (1963)
- A Shot in the Dark (1964)
- The Great Race (1965)
- What Did You Do in the War, Daddy? (1966)
- Gunn (1967)
- The Party (1968)
- Darling Lili (1970)
- Wild Rovers (1971)
- The Carey Treatment (1972)
- Julie and Dick at Covern Garden (televisiefilm, 1973)
- The Tamarind Seed (1974)
- The Return of the Pink Panther (1975)
- The Pink Panther Strikes Again (1976)
- Revenge of the Pink Panther (1978)
- 10 (1979)
- S.O.B. (1981)
- Victor/Victoria (1982)
- Trail of the Pink Panther (1982)
- Curse of the Pink Panther (1983)
- The Man Who Loved Women (1983)
- Micki + Maude (1984)
- A Fine Mess (1986)
- That's Life! (1986)
- Blind Date (1987)
- Sunset (1988)
- Justin Case (televisiefilm, 1988)
- Skin Deep (1989)
- Peter Gunn (televisiefilm, 1989)
- Switch (1991)
- Julie (1992)
- Son of the Pink Panther (1993)
- Victor/Victoria (televisiefilm, 1995)